# Пак Ин Би
Пак Ин Би (кор. 박인비, ханча 朴仁妃; род. 12 июля 1988, Сеул) — южнокорейская гольфистка, многократная победительница мейджоров, олимпийская чемпионка.
По состоянию на август 2016 выиграла 7 мейджоров, занимала первую строчку в мировом рейтинге. В 2013 году она выиграла 3 мейджора подряд. Она самая молодая победительница Женского открытого чемпионата США, вторая после Анники Серенстам, кому удавалось выиграть три чемпионата LPGA подряд. Ей удалось выиграть 4 разных мейджора, а следовательно осуществить большой шлем за карьеру. Олимпийской чемпионкой она стала на играх 2016 в Рио-де-Жанейро.

## Биография
Родилась в Южной Корее, где начала играть в гольф в 10 лет. С 12 лет она перебралась в США, чтобы играть профессионально. Она стала профессиональной гольфисткой в 17 лет, после того как LPGA изменила возрастной ценз с 18 до 17.